# Književnost u 1518.
◄◄ | ◄ | 1515. | 1516. | 1517. | 1518.  | 1519. | 1520. | 1521. | ► | ►►
Arhitektura • Astronomija • Glazba • Kazalište • Kiparstvo • Knjige • Književnost • Kršćanstvo • Medicina • Politika • Pravo • Promet • Slikarstvo • Znanost
Književnost u 1518.

## Hrvatska i u Hrvata

### Književna djela
- O poniznosti i slavi Krista Marka Marulića

## Vanjske poveznice
|  | Zajednički poslužitelj ima još gradiva o temi Književnost u 1518. |